# Live at Woburn
Live at Woburn uživo je album američkog glazbenika Jimija Hendrixa, postumno objavljen 28. srpnja 2009. godine od izdavačke kuće Dagger Records.

## O albumu
Koncert je snimljen 6. srpnja 1968. na the Woburn Music festivalu u Velikoj Britaniji. Snimke na album prethodno su neobjavljene. Festival u Woburnu bio je jadan od najvećih britanskih glazbenih događanja koji se održavao na otvorenom. Experiencma je to bio jedini nastup godine u Velikoj Britaniji.

## Popis pjesama
Sve pjesme napisao ja Jimi Hendrix, osim gdje je to drugačije naznačeno.
| Br. | Skladba                                 | Autor                      | Trajanje |
| --- | --------------------------------------- | -------------------------- | -------- |
| 1.  | »Introduction«                          |                            | 1:07     |
| 2.  | »Sgt. Pepper's Lonely Hearts Club Band« | John Lennon/Paul McCartney | 1:11     |
| 3.  | »Fire«                                  |                            | 4:19     |
| 4.  | »Tax Free«                              | Bo Hansson i Jan Carlsson  | 10:11    |
| 5.  | »Red House«                             |                            | 11:30    |
| 6.  | »Foxy Lady«                             |                            | 4:55     |
| 7.  | »Voodoo Child (Slight Return)«          |                            | 6:38     |
| 8.  | »Purple Haze«                           |                            | 8:10     |

## Izvođači
- Jimi Hendrix – električna gitara, vokal
- Mitch Mitchell – bubnjevi
- Noel Redding – bas-gitara

## Vanjske poveznice
- Discogs - recenzija albuma